# Евлогий Скитский

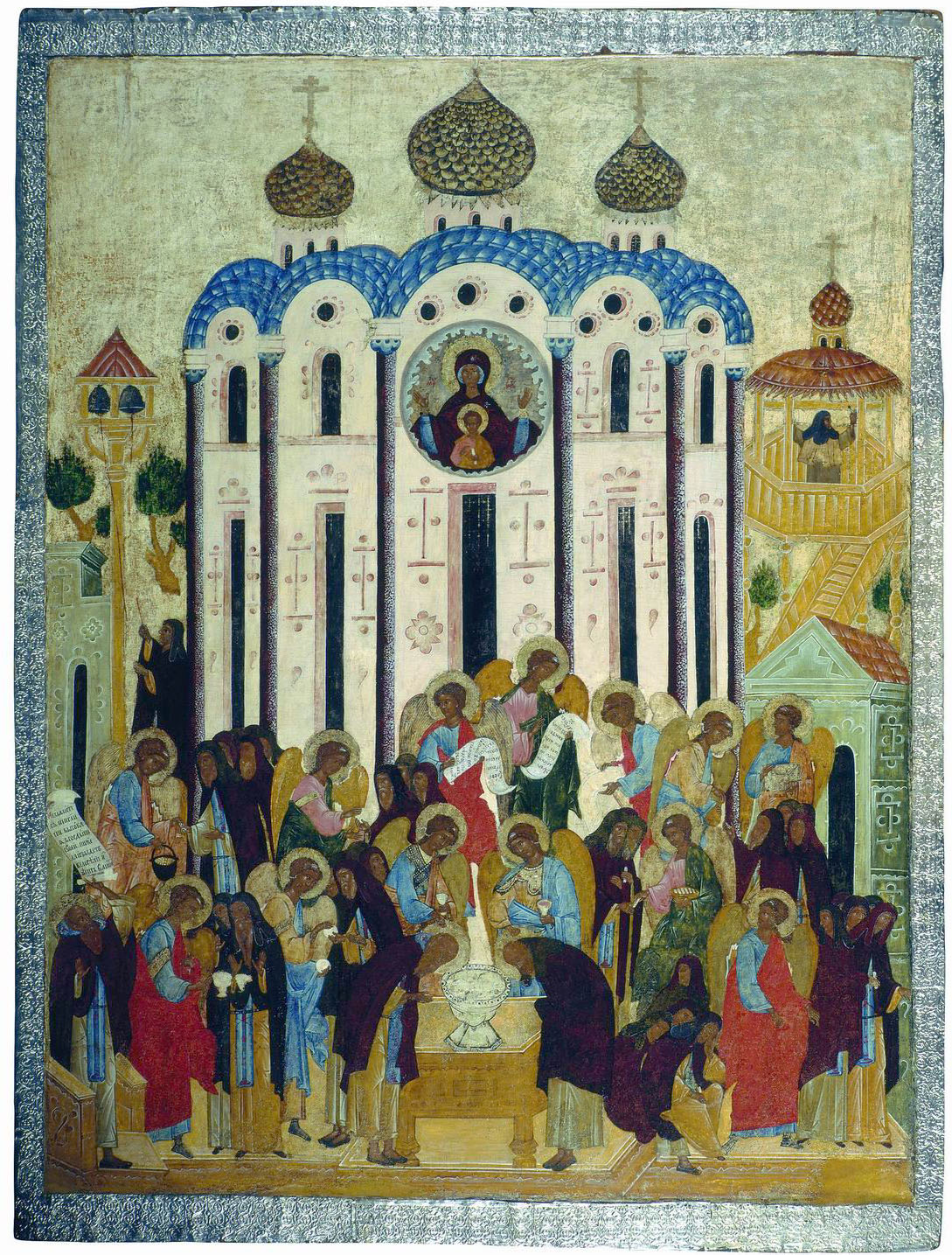
Видение Евлогия (икона 1596 года)

Евлогий Скитский (авва Евлогий) — православный аскет VII века, жизнь которого описана в Скитском патерике. Был учеником патриарха Александрийского Иоанна Милостивого, имел сан пресвитера.
Известность Евлогий получил благодаря своему видению, ставшему одним из сюжетов монашеской иконографии. Патерик рассказывает, что однажды за всенощным бдением Евлогий увидел ангелов, вышедших из алтаря с хрустальными корзинами, наполненными «золотыми, серебряными и медными монетами, просфорами, как цельными, так и раздробленными на укрухи; также поставлен был небольшой золотой сосуд с миром и золотая кадильница с весьма благовонным фимиамом». Ангелы раздавали монахам, бывшем на службе, дары из корзин, помазывали некоторых миром или кадили им, некоторых же ангелы не наделили ничем. По молитве Евлогию было открыто значение поступков ангелов:

принявшие по златнику суть те, которые на среду, пяток, недельные дни и дванадесятые праздники совершают бдение трезвенно с вечера до утра; принявшие сребреники — те, которые бдят с полуночи до утра; принявшие медную монету — те, которые понуждаются к псалмопению; принявшие цельные просфоры прилежат чтению книг; получили укрухи новоначальные, не вступившие еще в совершенное иноческое житие; помазаны миром послушные во всем отцу своему и вдавшие себя в услужение всем, — поты и труды их вменяются пред Богом в миро; те, которые окурены фимиамом кадила, суть вдавшиеся молве и приходящие в чувство только тогда, когда войдут в церковь; не приняли ничего небрегущие о своем спасении, несопротивляющиеся скверным помыслам и не очищающие сердца от страстей, но предавшиеся сребролюбию и чревообъядению; оставившие в церкви полученные ими дары и ушедшие с пустыми руками суть те, которые занимаются еллинскими книгами, науками мира сего, — предававшиеся гордости, тщеславию и человекоугодию.

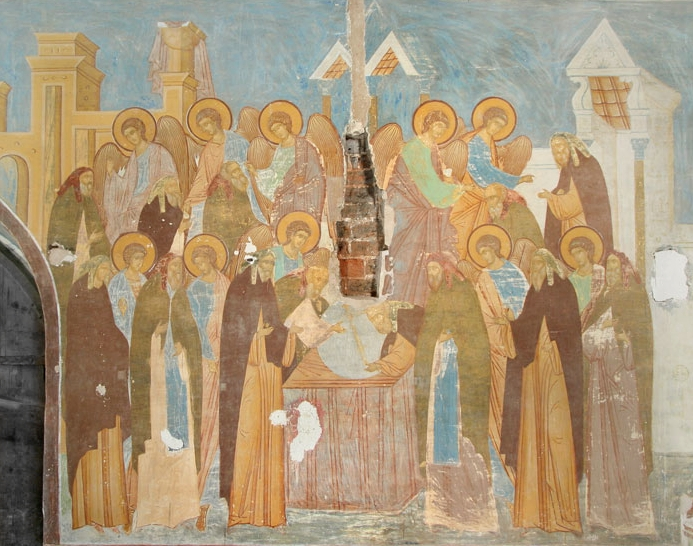
Видение Евлогия (фреска Дионисия, 1502 год)

Наиболее известным изображением видения Евлогия является фреска Дионисия, созданная в 1502 году для собора Рождества Богородицы Ферапонтова монастыря. Фреска помещена рядом с жертвенником левого алтаря собора, что подчёркивает литургическое значение данного сюжета. Дионисий создал композиции из группы монахов без нимбов, стоящих в два яруса на условном архитектурном фоне, вокруг престола с золотым крестом, который окружён сиянием. Среди монахов помещены фигуры ангелов, раздающие им дары согласно видения Евлогия. Дионисий в своей фреске опустил все повествовательные подробности видения, даже не выделив среди монахов самого Евлогия и не изобразив различие в дарах, раздаваемых ангелами. Основным акцентом композиции он сделал литургическое единение церкви земной и небесной, что подчёркнуто светом от креста, лежащего на престоле, который символизирует фаворский свет, описанный в Евангелиях в момент Преображения Христова.
В других фресковых и иконописных изображениях Видения Евлогия (сербский монастырь Иошаница, Тихвинский монастырь, Введенская церковь Сольвычегодска и др.) акцент сделан на повествовательные детали изображения Видения: выделяют фигуру Евлогия, которому ангел поясняет им увиденное, дары у монахов различные, некоторые их лишены совсем. В руки Евлогию и ангелам вкладывают свитки, поясняющие своим текстом поучительный смысл композиции.